# 索尼全球制造及运营
索尼全球制造与运营公司（Sony Global Manufacturing & Operations Corporation）是一家电子设备公司，该公司进行一系列设计、生产、开发、产品设计、材料采购、物流、客户服务以及索尼电子设备的维修。是索尼公司的全资子公司，旧称索尼EMCS公司（SONY EMCS Corporation）。

## 简介

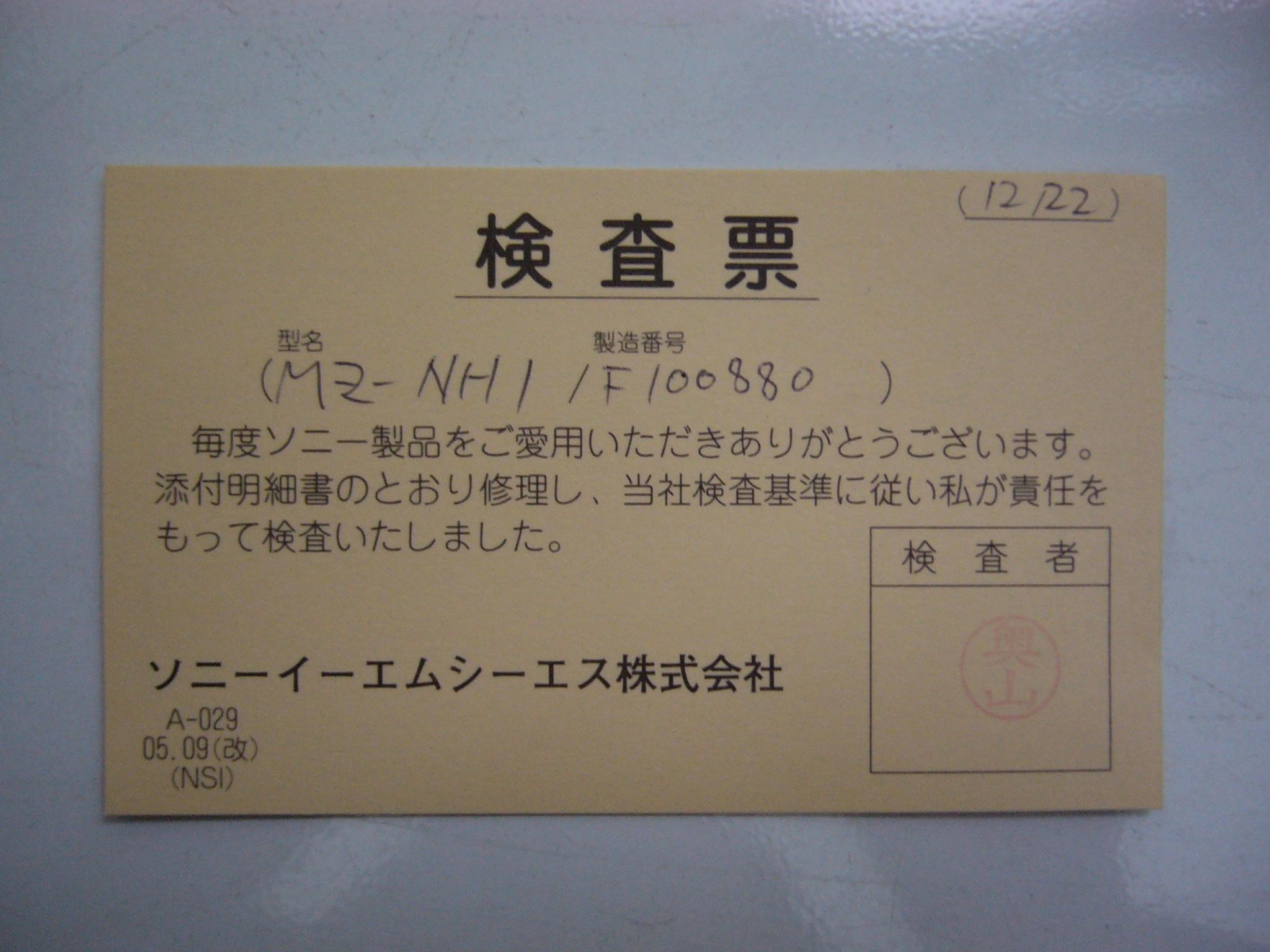
ソニーイーエムシーエス時代の検查票

该公司负责从产品的批量生产设计到制造和售后客户服务的全部工作，并负责开发和设计产品。例如数码相机、某些便携式摄像机产品、模块等。
售后服务主要在售后维修站点和电话接待处进行维修。
索尼全球制造及运营不仅为及索尼视觉产品、索尼移动通信、索尼互动娱乐提供技术支持，而且还为索尼移动通信和索尼互动娱乐设计和制造相关产品。
在索尼EMCS公司时期，公司业务与母公司索尼公司的业务范围有很多交集，并在母公司设置专门的部门。索尼EMCS公司向母公司输送很多科技人才，母公司也派了很多技术人员去支援索尼EMCS公司。

## 公司历史
2000年7月26日时宣布于2001年4月在日本整合13个生产基地，成立装配设计和生产平台公司，名为“ Sony EMCS AV/IT ”（临时名称）
2000年10月18日时宣布将两个生产基地，索尼Nakashinta有限公司（宫城县加米郡Nakashinda町）和索尼工业台湾公司（台湾高雄）出售给Solectron，取消了Sony Nakashinda Co.Ltd与Sony EMCS AV/ IT（临时名称）（索尼中信田株式会社和日本旭电株式会社，现在是Katec株式会社）
2001年4月1日，索尼EMCS公司成立，每个生产地点都修改为“技术”，每个公司的总裁都修改为“技术总裁”。
2002年7月30日，Sony Hamamatsu公司（静冈县滨松市）和Sony Component Chiba公司（千叶县香取郡近川町）于2002年10月1日合并。索尼Ham松株式会社将其更名为“Ham松技术”，索尼Co千叶株式会社将其更名为“千叶Tech金工厂”和“近江川工厂”。
2003年10月30日，为了重组并加强了国内生产系统和客户服务系统，将千叶科技富根工厂改组为“东日本CS前台中心”，并将千叶科技Omigawa工厂更名为“Omigawa Tech”。宣布将Mizunami Tech重组为“西日本CS前台中心”（千叶科技东金工厂更名为东金技术站点，水波科技更名为水波技术站点）
2006年1月26日，为了重组国内设计和生产系统，宣布琦玉科技于2006年3月底关闭。
2009年1月22日,Ichinomiya Tech的液晶电视生产系统重组，电视设计和生产于2009年6月完成，并宣布与稻泽技术合并。
2009年5月14日-通过对国内生产基地的重组以及Koda Tech和Minokamo Tech的整合，成立了Kouda Site和Minokamo Site。宣布Omigawa Tech Hamamatsu Tech和Senjo Tech的生产活动将于2009年12月结束。
2010年3月29日，长野技术有限公司从2010年4月1日起改名为长野技术站点。
2010年6月22日，稻泽技术的组织改革于2010年7月1日与Kosai Tech的Tokai Tech合并，更名为稻泽工厂，即Kosai Site。
2011年10月7日，宣布将于2012年4月1日将索尼制造系统公司（SMS）合并，索尼移动有限公司将继续经营下去，移动业务将转移到索尼制造系统公司（SMS）。
2012年3月29日至2012年4月1日，撤销Tokai Tech和Kisarazu Tech，并建立了Koda站点、Minokamo站点、Inazawa站点、Kosai站点、Kisarazu站点。宣布移动业务转移至索尼移动。
2012年3月31日，资本金减少了6.64亿日元，为1亿日元。
2013年3月31日，Minokamo网站宣布关闭，同年12月，Senshukai收购了该站点。
2014年7月1日，长野技术基地转让给VAIO Corporation。
2016年4月1日，更名为索尼全球制造和运营从Sony Corporation的全资子公司成为Sony Global Manufacturing＆Operations Co.Ltd的全资子公司。